# Cornelio Fusco
Cornelio Fusco (in latino Cornelius Fuscus; ... – 86) è stato un ammiraglio e generale romano.

## Biografia
Cornelio Fusco fu un cavaliere e prefetto del pretorio durante il principato di Domiziano, dall'81 all'86, quando trovò la morte in battaglia. Prima di divenire prefetto del Pretorio, Fusco servì Tito Flavio Vespasiano durante la guerra civile del 69 nell'anno dei quattro imperatori, tanto da essere posto a capo della flotta di Ravenna in qualità di praefectus classis Ravennatis. Come premio per la sua fedeltà verso i Flavi, Fusco venne ricompensato durante i regni di Vespasiano, Tito e Domiziano. L'ultimo lo elesse appunto prefetto del pretorio lo stesso anno in cui salì al potere.
Nell'85 i Daci, guidati dal re Decebalo, invasero la provincia romana della Mesia. In risposta l'imperatore Domiziano condusse contro gli stessi una serie di campagne in Dacia. La prima campagna fu affidata a Cornelio Fusco, il quale si inoltrò nella regione, passando probabilmente per l'attuale Teregova o per Berzobis, a capo di un esercito romano comprendente le coorti pretorie e cinque legioni oltre ad un buon numero di unità ausiliarie, ma venne sconfitto forse non molto distante dalla capitale dei Daci, Sarmizegetusa Regia. Fusco rimase ucciso e le legioni riuscirono a stento a far ritorno in territorio romano con gravissime perdite.
Sembra che nel corso di questa battaglia, l'esercito romano abbia perso un'insegna, senza sapere se fosse stata di una legione o della guardia pretoriana. Nel primo caso, è probabile che si trattasse della Legio V Alaudae, che potrebbe essere stata annientata in quest'occasione (o forse pochi anni più tardi nel 92 ad opera dei Sarmati Iazigi).